# Clermont (Namen)
Clermont is een plaats en deelgemeente van de Belgische gemeente Walcourt. Clermont ligt in de provincie Namen en was tot 1 januari 1977 een zelfstandige gemeente.

## Demografische ontwikkeling
- Bronnen:NIS, Opm:1831 tot en met 1970=volkstellingen, 1976= inwoneraantal op 31 december

Deelgemeenten: Berzée · Castillon · Chastrès · Clermont · Fontenelle · Fraire · Gourdinne · Laneffe · Pry · Rognée · Somzée · Tarcienne · Thy-le-Château · Vogenée · Walcourt · Yves-Gomezée

Overige kernen: Ahérée · Fairoul · Froidmont · Gerlimpont · Le Pachy · Lumsonry · Mertenne · Saint-Lambert · Saint-Maert · Trieu-des-Sarts · Viscourt

Belgische gemeenten · arrondissement Philippeville · provincie Namen · Wallonië